# 克列奇夫
50°40′46″N 24°6′5″E / 50.67944°N 24.10139°E
克列奇夫（烏克蘭語：Кречів），是烏克蘭的村落，位於該國西部沃倫州，由沃洛德米爾區負責管轄，始建於1500年，面積13平方公里，海拔高度183米，2001年人口310，人口密度每平方公里23.85人。